# Mur des Noms
Le Mur des Noms est un monument de mémoire situé sur le parvis du Mémorial de la Shoah dans le quartier du Marais, dans le 4e arrondissement de Paris. Le Mur des Noms est un ensemble de trois murs en pierre de Jérusalem sur lesquels sont gravés les noms de 76 000 Juifs, dont 11 400 enfants, « déportés de France dans le cadre du plan nazi d'extermination du judaïsme européen avec la collaboration du gouvernement de Vichy ».
La plupart des personnes dont le nom figure sur ces murs ont été assassinées entre 1942 et 1944 à Auschwitz-Birkenau, les autres dans les camps de Sobibor, Majdanek et pour un convoi aux Pays baltes. Les victimes sont inscrites par année de déportation, dans l’ordre alphabétique des noms. Les noms des Juifs qui, quoique victimes du génocide nazi en France, n'ont pas été déportés, ne figurent pas sur le Mur des Noms.
Ce monument a été commandité aux architectes François Pin et Jean-Pierre Jouve (1926–2019), architecte honoraire des monuments historiques, qui a conduit la première phase du projet. Les travaux ont été réalisés sous l'autorité de l'architecte Antoine Jouve (1955–2012), fils du précédent, et ses associés Anne Sazerat (1956–) et Simon Vignaud (1955–)[réf. souhaitée].
Le Mur des Noms est inauguré le 23 janvier 2005, en présence de Jacques Chirac, président de la République, et de Simone Veil, présidente de la Fondation pour la mémoire de la Shoah et ancienne déportée, qui dit son « intense émotion […] pour tous ceux dont il ne reste que le nom, gravé dans la pierre de Jérusalem ». Le Mur des Noms a été ouvert au public deux jours plus tard, à la date précise du soixantième anniversaire de la libération du camp de concentration d'Auschwitz.
Chaque année à l'occasion de Yom HaShoah, une lecture publique d'une partie des 76 000 noms du Mur est organisée sur le parvis du Mémorial de la Shoah, pendant 24 heures sans interruption.
Le Mur des Noms rénové, corrigé et complété de nouveaux noms, est inauguré le 27 janvier 2020, en présence du président de la République Emmanuel Macron.
Ce site est desservi par le métro de Paris aux stations Pont Marie sur la ligne 7 et Saint-Paul sur la ligne 1 .